# San Benedicto
San Benedicto (span.: Isla San Benedicto) ist eine unbewohnte Vulkaninsel im Pazifischen Ozean, 386 km südlich der Südspitze Niederkaliforniens gelegen. Sie ist die drittgrößte und östlichste der zu Mexiko gehörenden Revillagigedo-Inseln und 51,5 km von der Nachbarinsel Socorro entfernt. Politisch ist die Insel ein Teil des mexikanischen Bundesstaates Colima, von dessen Küste sie über 600 km weit entfernt liegt.
Als zweite der Revillagigedo-Inseln wurde San Benedicto erstmals am 25. Dezember 1533 vom spanischen Entdecker Hernando de Grijalva an Bord der San Lázaro gesichtet und Inocentes getauft. Im Jahr 1542 wurde sie von Ruy López de Villalobos erneut entdeckt und erhielt den Namen La Anublada. Vor allem im 19. Jahrhundert wurde die Insel von zahlreichen Forschern aufgesucht, unter anderem auch 1811 von Alexander von Humboldt.

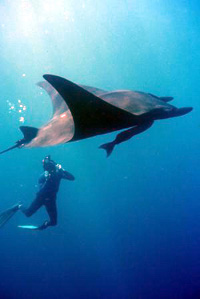
Ein Mantarochen vor San Benedicto

Die Insel ist 4,8 km lang, 2,4 km breit und weist eine Fläche von 6,124 km² auf. Der gesamte Süden der Insel wird vom 332 m hohen Vulkan Bárcena eingenommen, dessen bislang letzter Ausbruch am 1. August 1952 begann und erst am 24. Februar 1953 endete. Seit diesem Ausbruch, der nahezu die gesamte Vegetation der Insel vernichtete, gilt auch der endemische San-Benedicto-Felsenzaunkönig (Salpinctes obsoletus exsul) als ausgestorben.
San Benedicto ist Teil des 1994 geschaffenen Biosphärenreservats Reserva de la Biosfera "Archipiélago de Revillagigedo" und insbesondere bei Tauchern wegen der dort zahlreich vorkommenden Hammerhaie (Sphyrnidae) oder besonders großer Mantarochen (Manta birostris) beliebt.
San Benedicto kam mehrfach wegen illegaler Netzfischerei – Umweltschutzverbände sprechen auch von Massakern an Haien und Mantarochen – in die Schlagzeilen. Im März 2002 wurde daher ein absolutes Fischfangverbot für die gesamte Inselgruppe verhängt und die auf Socorro stationierten Marineeinheiten mit der Durchsetzung des Verbots beauftragt.